# Жозеф Авенол
Жозеф Авенол (фр. Joseph Avenol; Мел, 9. јун 1879 — Дулије, 2. септембар 1952) био је француски дипломата и генерални секретар Друштва народа од 1933. до 1940. године.

## Биографија
Рођен је 9. јуна 1879. у Мелу. Године 1921. је проглашен за почасног витеза команданта реда Британске империје.
Године 1922. је послат у Друштво народа из француског министарства финансија да води финансије Друштва. Био је под генералним секретаром 1933. када је Ерик Драмонд поднео оставку. Постао је генерални секретар јер је први генерални секретар био Британац, а у Версају је постојао приватни договор да ће следећи бити Француз. Авенол је оптужен да је користио Друштво као продужетак француског Foreign Office у својој политици смиривања Немачке и Италије.
Преузео је дужност убрзо након што је Јапан напустио Друштво. Убрзо након тога је и Немачка напустила, а Аргентина је поново постала пуноправни члан. Радио је на спречавању акција или критика тих земаља у настојању да их намами назад у Друштво. Када је Италија извршила инвазију на Етиопију 1935. главна брига Авенола је била да задржи Италијане у организацији, а не да заштити Етиопију. Године 1939. је подстакао Финску да поднесе жалбу како би Друштво могло да протера Совјетски Савез.
Касније је Авенол описао „нову Француску, којој је требало дати нову душу да ради у сарадњи са Немачком и Италијом и држи Британце подаље од Европе”. Писао је маршалу Филипу Петену да потврди своју лојалност влади Вишијевске Француске.
У међувремену је отпустио већину особља Друштва, укључујући све британске запослене. Када је 1. септембра 1939. почео Други светски рат одлучио је да заувек напусти Женеву и Друштво народа 31. августа 1940. Наследио га је ирски дипломата Шон Лестер, који је био генерални секретар између 1940. и 1946. када се Друштво распало.
Његове услуге није прихватила влада у Вишију и био је приморан да се врати у Швајцарску на Нову годину 1943. како би избегао да га Немци ухапсе. Преминуо је 2. септембра 1952. у свом дому у Дулијеу.